# Samuel Kaylin
Samuel Kaylin (* 6. Januarjul. / 18. Januar 1892greg. in Melitopol, Gouvernement Taurien, Russisches Kaiserreich; † 7. Juli 1983 in Bakersfield) war ein ukrainisch-US-amerikanischer Filmkomponist.

## Leben und Wirken
Kaylin wurde in der Ukraine geboren und zog am 16. Januar 1907 an Bord des Dampfers Neckar der Reederei Norddeutscher Lloyd in die USA. Dort arbeitete er als Musiker im Chinese Theater in Los Angeles. Seine Karriere beim Film begann er zu Beginn der 1930er Jahre. Im Lauf seiner Karriere war er an mehr als 200 Filmproduktionen unter anderem für 20th Century Pictures beteiligt.

## Filmografie (Auswahl)
- 1931: Charlie Chan – Der Tod ist ein schwarzes Kamel (The Black Camel)
- 1933: Dr. Bull (Doctor Bull)
- 1933: Seemannsglück (Sailor’s Luck)
- 1934: Shirley’s großes Spiel (Baby, Take a Bow)
- 1934: Charlie Chan in London
- 1934: Judge Priest
- 1934: Lachende Augen (Bright Eyes)
- 1934: Abenteuer in Borneo (Pursued)
- 1935: Charlie Chan in Shanghai
- 1935: Mit Volldampf voraus (Steamboat Round the Bend)
- 1935: Paddy O’Day
- 1935: Charlie Chan in Ägypten (Charlie Chan in Egypt)
- 1935: Das Schiff des Satans (Dante’s Inferno)
- 1936: Gefährliche Fracht (Human Cargo)
- 1936: Charlie Chan beim Pferderennen (Charlie Chan at the Race Track)
- 1936: Charlie Chan im Zirkus (Charlie Chan at the Circus)
- 1936: Charlie Chans Geheimnis (Charlie Chan’s Secret)
- 1936: Crack-Up
- 1937: Mr. Moto und die Schmugglerbande (Think Fast, Mr. Moto)
- 1937: Mr. Moto und der China-Schatz (Thank You, Mr. Moto)
- 1937: Charlie Chan bei den Olympischen Spielen (Charlie Chan at the Olympics)
- 1937: Charlie Chan am Broadway (Charlie Chan on Broadway)
- 1937: Charlie Chan in Monte Carlo (Charlie Chan At Monte Carlo)
- 1938: Mr. Moto und der Wettbetrug (Mr. Moto’s Gamble)
- 1938: Charlie Chan in Honolulu
- 1938: Mr. Moto und der Dschungelprinz (Mr. Moto Takes a Chance)
- 1938: Mr. Moto und der Kronleuchter (Mysterious Mr. Moto)
- 1939: Charlie Chan auf der Schatzinsel (Charlie Chan at Treasure Island)
- 1939: Charlie Chan in Reno
- 1939: Mr. Moto und die geheimnisvolle Insel (Mr. Moto in Danger Island)
- 1939: Mr. Moto und sein Lockvogel (Mr. Moto Takes a Vacation)
- 1939: Mr. Moto und die Flotte (Mr. Moto’s Last Warning)